# Naissance en 1306
Naissance
- 1302
- 1303
- 1304
- 1305
- 1306
- 1307
- 1308
- 1309
- 1310

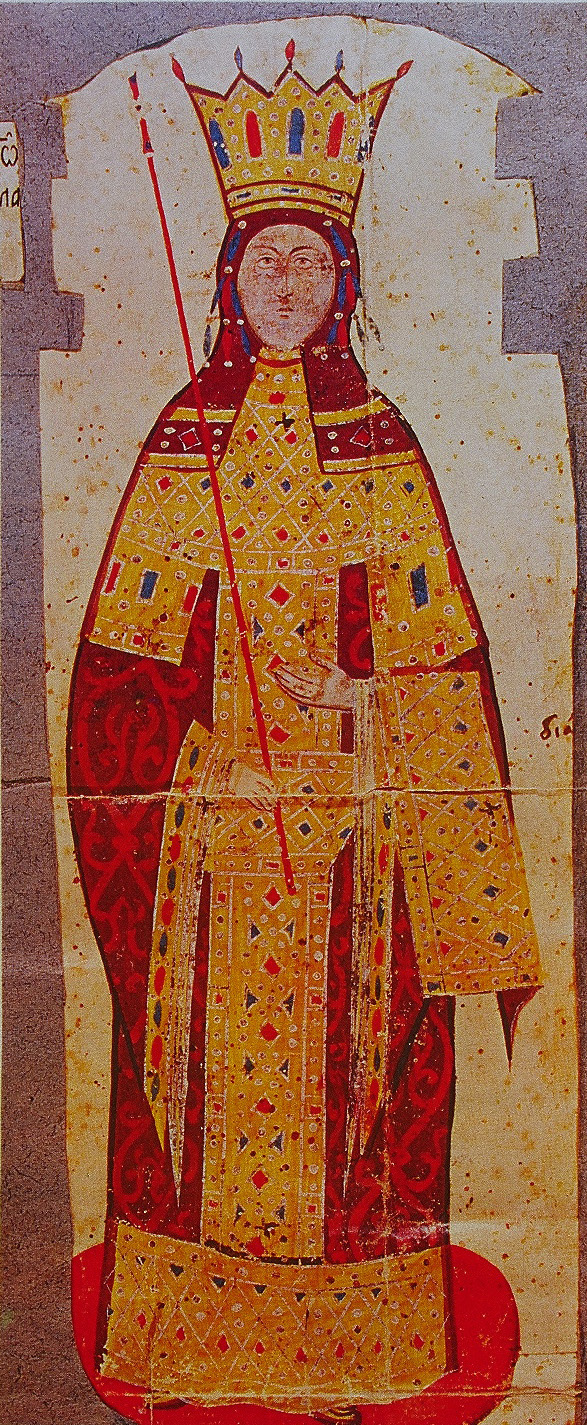
Jeanne de Savoie, née en 1306.

Cette page dresse une liste de personnalités nées au cours de l'année 1306 :
- 27 mars : Philippe d'Évreux, comte d'Évreux et roi de Navarre.
- 30 avril ou 3 mai : Andrea Dandolo, 54e doge de Venise.
- 8 août : Rodolphe II du Palatinat, comte palatin du Rhin.

- Manfred d'Athènes, infant de Sicile.
- Giovanni da Ponte, peintre italien de l'école florentine, élève de Buonamico Buffalmacco.
- Alberto II della Scala, homme politique italien, membre de la dynastie scaligère.
- Hōjō Nakatoki, seizième et dernier Kitakata Rokuhara Tandai (chef de la sécurité intérieure de Kyoto).
- John Randolph, seigneur d'Annandale, 3e comte de Moray, Gardien de l'Écosse.
- Jeanne de Savoie, renommée Anne de Savoie, impératrice byzantine consort, seconde épouse de l’empereur Andronic III Paléologue.
- Ashikaga Tadayoshi, général japonais de l'époque Nanboku-chō, associé de son frère aîné Takauji Ashikaga, premier shogun de Muromachi.

## Crédit d'auteurs
- Cet article est partiellement ou en totalité issu de l'article intitulé « 1306 » (voir la liste des auteurs).